# Suriname nos Jogos Olímpicos
O Suriname participou pela primeira vez dos Jogos Olímpicos em 1960, e enviou atletas para competirem na maioria dos Jogos Olímpicos de Verão desde então. O país não disputou os Jogos de 1964, e também participou do boicote de 1980. O Suriname nunca participou dos Jogos Olímpicos de Inverno.
Atletas surinameses ganharam um total de 2 medalhas, todas por Anthony Nesty na Natação.
O Comitê Olímpico Nacional do Suriname foi criado em 1959 e reconhecido pelo COI no mesmo ano.

## Lista de Medalhistas
| Medalha           | Nome          | Jogos          | Esporte | Evento                   |
| ----------------- | ------------- | -------------- | ------- | ------------------------ |
| Medalha de ouro   | Anthony Nesty | 1988 Seul      | Natação | 100m borboleta masculino |
| Medalha de bronze | Anthony Nesty | 1992 Barcelona | Natação | 100m borboleta masculino |